# До-Дегак (дегестан)
До-Дегак (перс. دودهك) — дегестан в Ірані, в Центральному бахші, в шагрестані Деліджан остану Марказі. За даними перепису 2006 року, його населення становило 3332 особи, які проживали у складі 925 сімей.

## Населені пункти
До складу дегестану входять такі населені пункти:
- Абу-оль-Сагак
- Багаріє
- Горган
- До-Дегак
- Кагак
- Кучак
- Могсенабад
- Равандж
- Раве
- Сіяг-Куг-Софла
- Ченарестан